# Boris Karloff
William Henry Pratt (Camberwell, 23 november 1887 — Midhurst, 2 februari 1969) was een Engels acteur die bekend is geworden onder zijn artiestennaam Boris Karloff.
Pratt zou diplomaat worden en studeerde in Londen. Hij emigreerde echter in 1909 naar Canada en sloot zich onder de naam Boris Karloff aan bij een theatergezelschap. Zij toerden een decennium lang door de Verenigde Staten, totdat Karloff in Hollywood terechtkwam. Hij had op dat moment nauwelijks bekendheid en geen geld. Om inkomen te vergaren speelde Karloff in 80 (merendeels stomme) films, voordat hij in 1931 uitgekozen werd voor de rol van monster in Frankenstein. Er werd onmiddellijk een zweem van mysterie rond Karloff gecreëerd, door hem op de aftiteling slechts te vermelden als "?". Karloff zou de rol van monster, met de bekende bouten in zijn nek, nog tweemaal spelen in Bride of Frankenstein en Son of Frankenstein, en om deze rol wordt hij het meest herinnerd.
Karloff stond bekend als een sympathiek mens, met veel vrienden zowel in als buiten het filmvak. Hij was gek op kinderen en bracht verschillende opnamen van kinderverhalen uit.